# اصلاحات تایکا
اصلاحات تایکا (به ژاپنی: 大化の改新 Taika no Kaishin) مجموعه‌ای از نوآوری‌های سیاسی پس از کودتای ۶۴۵ پس از میلاد بود.
پیش از اصلاحات دربار امپراتوری به مدت ۵۰ سال تحت سلطه خاندان سوگا بود، خاندانی که اراده خود را با دسیسه، دستکاری و قتل اجرا می‌کردند. یکی از قربانیان آخرین رهبر خاندان سوگا، سوگا نو ایروکا، شاهزاده یاماشیرو بود که در سال ۶۴۳ به قتل رسید. پس از آن، ایروکا عمارت خود را «کاخ امپراتوری» ساخت و پسرانش را شاهزاده نامید. در سال ۶۴۵ شاهزاده ناکا نو اوئه (بعدها امپراتور تنجی) و ناکاتومی نو کاماتاری (بعدها فوجیوارا نو کاماتاری)، ایروکا را در کاخ مادر شاهزاده ناکا نو اوئه، ملکه کوگیوکو، کشتند. ملکه سپس به نفع عموی شاهزاده ناکا نو اوئه، که امپراتور کوتوکو شد، کناره‌گیری کرد و زمینه را برای اصلاحات فراهم کرد. ناکا نو اوئه با اینکه بسیار جوان بود، نفوذ زیادی در رژیم عمویش داشت و ولیعهد شد. هم فکر او، ناکاتومی نو کاماتاری، وزیر کشور شد. ناکا نو اوئه و کاماتاری به عنوان معماران اصلاحات تایکا در نظر گرفته می‌شوند. اگرچه سیستم کشورداری دودمان تانگ چین برای مدتی از طریق فرستادگان و دانشمندان ژاپنی شناخته شده بود، اما این برنامه‌ریزی دقیق ولیعهد و اجرای اصلاحات توسط کاماتاری بود که ژاپن را برای اولین بار یک دولت مؤثر، متمرکز و امپراتوری به ارمغان آورد.
اگرچه برخی از اصلاحات که به‌طور سنتی به دوره تایکا نسبت داده می‌شود احتمالاً بعداً رخ داده است، به خوبی ثابت شده است که تغییراتی با پیامدهای عظیم در این دوره رخ داده است - در آغاز سال ۶۴۶ به‌طور رسمی موج اصلاحات را آغاز کرد. در چهار ماده، مالکیت خصوصی زمین و مردم را لغو شود و اعلام کرد که آنها در مالکیت عمومی (یعنی امپراتور) هستند. سازمان‌های اداری و نظامی جدیدی که در قبال امپراتور مسئولیت دارند، هم در پایتخت و هم در استان‌ها ایجاد شوند. سرشماری و همراه با آن توزیع عادلانه زمین انجام شود و در آخر اینکه یک سیستم مالیاتی جدید و عادلانه ایجاد شود.
شاهزاده ناکا نو اوئه به‌طور رسمی املاک و رعیت خود را به دولت تسلیم کرد. دیگر اشراف از او پیروی کردند و با فرمانی این امر را تقویت کرد و چنین تسلیم ثروتی را اجباری و سرتاسری کرد. سرشماری وعده داده شده آغاز شد و نه تنها آمار جمعیت بلکه داده‌های مربوط به کاربری زمین را گزارش می‌کرد. راه را برای سیستم مالیات دهقانی بر اساس جمعیت و نه استفاده از زمین آماده کرد و همچنین توزیع مجدد زمین را تسهیل کرد. یک پایتخت امپراتوری به سبک چینی در ولایت اومی طراحی و ایجاد شد و یک برنامه توزیع زمین در مقیاس بزرگ در منطقه پایتخت ایجاد شد. قوانین برای اولین بار تدوین شد و سپس به‌طور اساسی اصلاح شد. ادارات دولتی به تقلید از حاکمان تانگ تأسیس و با مقام‌های آموزش دیده، که بسیاری از آنها در چین تحصیل کرده بودند، تشکیل شد. ساخت شبکه جدید راه‌های سراسری آغاز شد. دانشمندان عصر تایکا به شباهت اصلاحات تایکا با اصلاحات میجی، ۱۲۰۰ سال بعد، اشاره می‌کنند.

## پیشینه

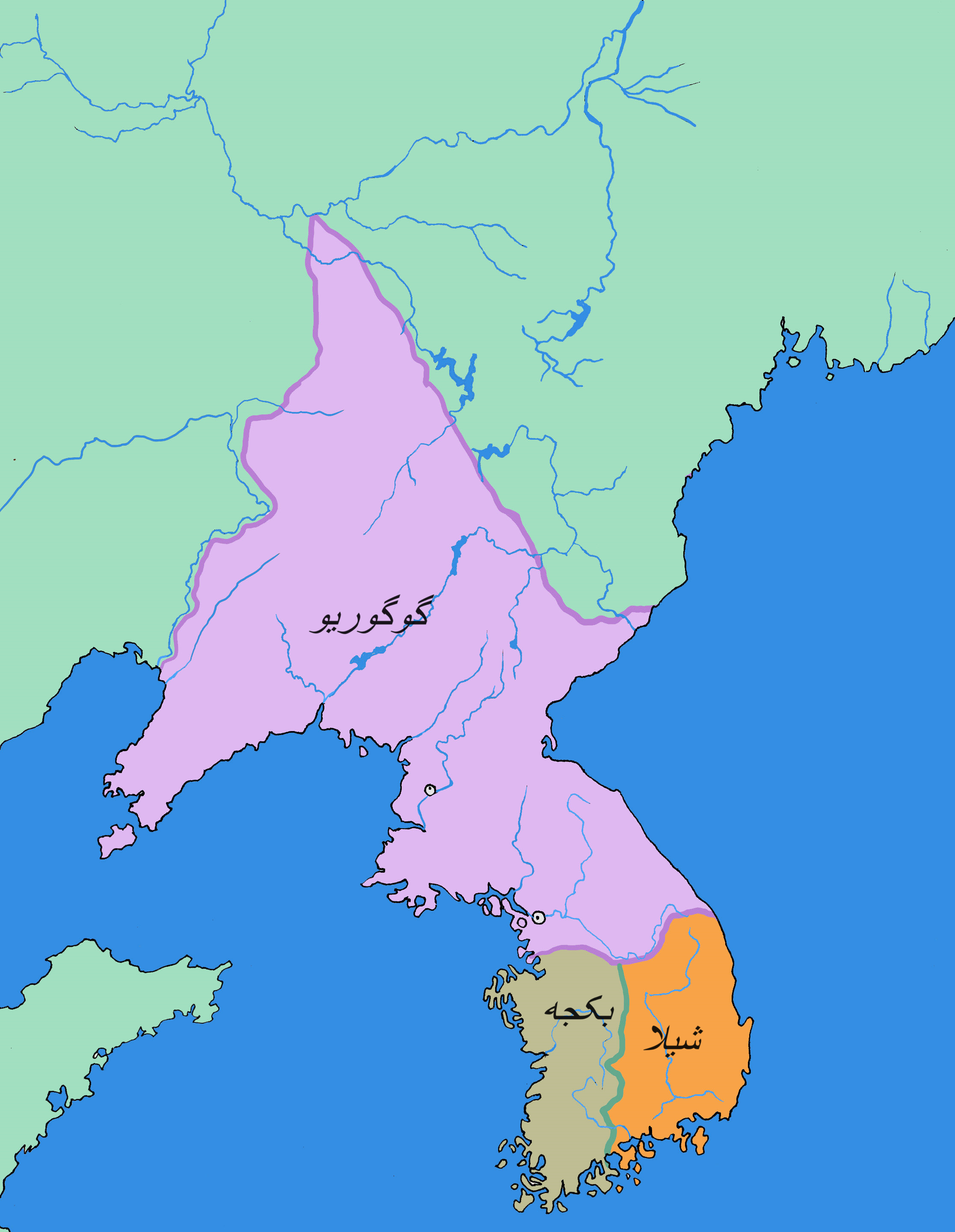
سه پادشاهی کره حدود سال ۵۷۶ میلادی

در سال ۶۱۸ (بیست و ششمین سال امپراتریس سویکو)، دودمان تانگ (از ۶۱۸ تا ۹۰۷ میلادی)، دودمان سوئی (۶۱۸–۵۸۹ میلادی) را نابود کرد و امپراتوری قدرتمندی را در سرزمین اصلی چین تأسیس کرد که نفوذ خود را به کشورهای اطراف گسترش داد.
سه پادشاهی کره، پادشاهی بکجه (۱۸ پ. م تا ۶۶۰ پس از میلاد)، امپراتوری گوگوریو (۳۷ پ. م-۶۶۸ م) و امپراتوری شیلا (۵۷. پ تا ۹۳۵. م) و که همگی در شبه‌جزیره کره قرار داشتند، کودتاهای پی درپی را پس از قدرت گرفتن دودمان تانگ تجربه کردند و اوضاع در شبه جزیره آشفته بود. دولت شیلا که از اقتدار بیشتری نیز برخوردار بود با دودمان تانگ متحد شد و ابتدا در سال ۶۶۰ میلادی بکجه که متحد ژاپن بود را برانداخت.
هنگامی که بسیاری از مردم از شبه‌جزیره کره به ژاپن گریختند و وضعیت آشفته شبه‌جزیره را گزارش کردند، ناگهان احساس بحران در دربار امپراتوری افزایش یافت. در میان آنها، کسی که بیش از همه احساس نگرانی می‌کرد، ناکاتومی نو کاماتاری، یک درباری و در سالیان بعد بنیان‌گذار خاندان فوجیوارا بود.
ناکاتومی نو کاماتاری ابتدا به شاهزاده کارو بعداً امپراتور کوتوکو)، برادر ناتنی سی و پنجمین امپراتور، امپراتریس کوگیوکو متوسل شد زیرا عقیده داشت که اوضاع سیاسی نمی‌تواند به همین شکل ادامه یابد، اما شاهزاده کارو به نظرات وی عکس‌العملی نشان نداد. پس از آن او به شاهزاده ناکا نو اوئه، پسر ارشد امپراتریس کوگیوکو نزدیک شد و توانست او را متقاعد کند که اوضاع سیاسی باید تغییر کند. او عقیده داشت که برای تبدیل شدن به کشوری که بتواند با کشورهای همسایه رقابت کند، لازم است هر چه زودتر قدرت را از خاندان سوگا بازپس گرفته و کشوری قدرتمند با محوریت امپراتور ساخته شود.
پس از مرگ شاهزاده شوتوکو تایشی خاندان سوگا بر حکومت و سیاست ژاپن چیره شدند و سوگا نو اوماکو بزرگ این خاندان بلندپروازی خود را برای غصب تاج و تخت نشان داد. پس از درگذشت او پسرش سوگا نو امیشی جانشین پدر شد. در آن زمان، او، قدرتمندترین فرد دربار امپراتوری، مسئول قتل شاهزاده یاماشیرو (مرگ ۶۴۳) (پسر شاهزاده شوتوکو تایشی) بود. او، رفتار ملایم‌تری نسبت به پدرش داشت اما او نیز به همراه پسرش سوگا نو ایروکا مستبد و خودسر بودند و به همین سبب مبارزه با خاندان سوگا جزو سیاست‌های دربار قرار گرفت. خاندان سوگا یکی از پرنفوذترین خانواده‌های این دوران بود و تداوم خط جانشینی را در انحصار خود داشت. با این همه، این خاندان دیگر به نقش پشت پرده خود قانع نبود و شروع به ساختن قصرها و آرامگاه‌های برای خود کرد. در حدود بیست سال پس از مرگ شاهزاده شوتوکو تایشی (در سال ۶۲۲)، دسیسه‌های دربار برای تعیین وضعیت جانشینی او سرانجام به کودتایی در درون کاخ انجامید.

## حادثه ترور در دربار

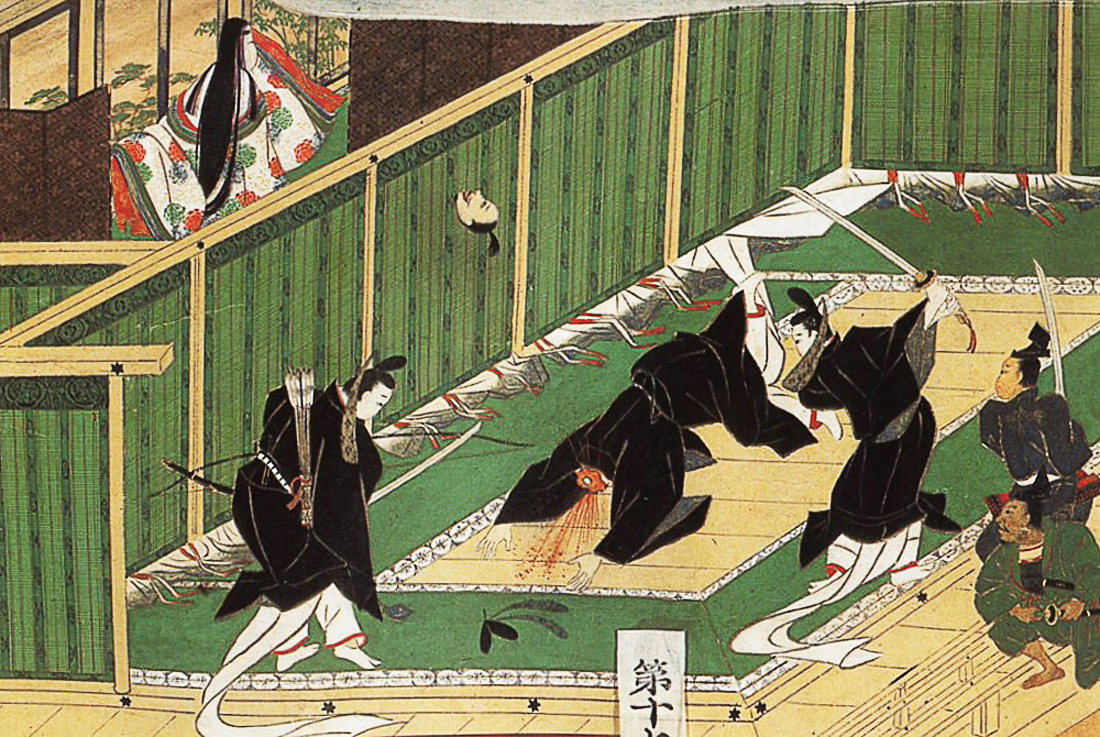
تصویر ترور سوگا نو ایروکا از طومار تونومینه انگی، نقاشی شده در دوره ادو (قرن ۱۷–۱۹).

در سال ۶۴۵ میلادی ناکاتومی نو کاماتاری یکی از درباریان و طرفداران شاهزادهٔ اصلاح طلب شاهزاده ناکا نو اوئه، توطئه‌ای برای کشتن سوگا نو ایروکا کشید بدین صورت که هنگام پذیرش سفیر کره سوگا نو ایروکا که مجبور به شرکت در مراسم بود به قصر آمد و در قصر طبق نقشهٔ قبلی به قتل رسید. پس از کشته شدن ایروکا، پدر او امیشی که سقوط خاندان سوگا را ناگزیر می‌دید پس از آتش زدن سرایش خودکشی کرد.
مادر شاهزاده ناکا نو اوئه]، امپراتریس کوگیوکو نیز که از خاندان سوگا بود ناچار به کناره‌گیری از قدرت شد و برادر کوچکش برجای او نشست. شاهزاده ناکا نو اوئه به ولیعهدی رسید و به همراه کاماتاری تدابیری را طرح کردند که به نام اصلاحات تایکا معروف شد. شاهزاده ناکا نو اوئه بعدها از سال ۶۶۱ تا ۶۷۲ به عنوان امپراتور تنجی سلطنت کرد. کاماتوری قدرت برتر بود و ثروت و اعتبار یافت و نام تازه خاندان فوجیوارا به او داده شد.
«نیهون شوکی» (اولین کتاب تاریخی ژاپن که در اوایل قرن هشتم نوشته شد) وضعیت در این زمان را به تفصیل شرح می‌دهد. سوگا نو ایروکا که از ناحیه سر و شانه‌هایش بریده شده بود، از امپراتریس کوگیوکو کمک خواست، اما شاهزاده ناکا نو اوئه از او شکایت کرد و گفت: «سوگا ایروکا در تلاش است تا تاج و تخت را غصب کند» بنابراین امپراتور کوگیوکو سکوت کرد. سوگا نو ایروکا به داخل رفت و ضربه نهایی در آنجا به او وارد شد.
روز بعد سوگا نو امیشی مورد حمله شاهزاده ناکا نو اوئه و دیگران قرار گرفت و خودکشی کرد. به این ترتیب، خاندان سوگا به عنوان یک رعیت مرتد (رعیت‌هایی که از ارباب خود نافرمانی می‌کردند) انگ شد و قدرت خود را از دست داد. از این واقعه به عنوان حادثه ایشی نام برده می‌شود.
بلافاصله پس از آن، امپراتریس کوگیوکو برای اولین بار در تاریخ ژاپن تاج و تخت را به شاهزاده کارو واگذار کرد و سی و ششمین امپراتور کوتوکو متولد شد. تا آن زمان امپراتور مادام‌العمر منصوب می‌شد و پس از مرگ او رسم بر این بود که یاران نزدیک او از طریق مشاوره جانشینی را انتخاب می‌کردند. این امر سابقه ای ایجاد کرد که به امپراتور اجازه داد تا در طول زندگی خود در مورد جانشین خود تصمیم بگیرد.
این کودتا قدرت انحصاری را از دست خاندان سوگا بیرون آورد و اصلاحات تایکا را به دنبال داشت. تایکا به معنی تغییرات بزرگ بود و با اصلاحات ارضی آغاز شد. اصلاحات تایکا مجموعه ای از نوآوری‌های سیاسی که پس از کودتای سال ۶۴۵ به رهبری شاهزاده ناکا نو اوئه (بعدها امپراتور شد) و ناکاتومی نو کاماتاری (بعدها فوجیوارا نو کاماتاری) در برابر خاندان سوگا بود. اصلاحات، سلطه مستقیم خانواده امپراتور را بر کل ژاپن با یک سیستم حکومتی منظم و منصفانه ای که الگوی آن دودمان تانگ چین بود، گسترش داد. یکی از پذیرفته‌های چین نام‌گذاری دوره‌های سلطنت به نام یک امپراتور و امپراتور تازه به تخت نشسته بود. کوتوکو به سرعت نام عصر تایکا («تغییر بزرگ») را برای نیمه اول سلطنت خود انتخاب کرد.

## اصلاحات
با صدور فرمان چهار ماده‌ای امپراتور در سال ۶۴۵ میلادی آغاز شد و شامل موارد زیر بود:
- الغای امتیازات و حقوق شاهزادگان، اعیان و امیران محلی بر زمین‌ها و املاک قشر مردم
- ایجاد نظام تازه و اصلاح سازمان و تقسیمات جدید کشوری
- ثبت خانوارها و برآورد مالیاتی و ترتیب توزیع مجدد اراضی
- طرح نظام تازه مالیاتی بر پایه وسعت شالیزارها به جای مالیات قدیم و کار اجباری

امپراتور کوتوکو برای اولین بار نام عصر ژاپن را تایکا نامید و سال (۶۴۵) را اولین سال تایکا اعلام کرد. تا آن زمان، کشورهای آسیایی از جمله ژاپن از نام عصر دودمان‌های چین استفاده می‌کردند.
به عبارت دیگر، داشتن نام منحصربه‌فرد عصر ژاپنی حاکی از تمایل شدید برای رهایی از کنترل دودمان‌های چینی است. گفته می‌شود در حال حاضر ژاپن تنها کشوری در جهان است که از نام دوران ویژه به خود استفاده می‌کند. سال بعد، امپراتور کوتوکو «فرمان اصلاحات» را صادر کرد.
«ناشیرو/کوشیرو» (فرزندان خانواده‌های قدرتمند که به عنوان پیشخدمت امپراتور خدمت می‌کنند)، امتیاز داشتن زمین خصوصی، تادوکورو متعلق به خانواده‌های قدرتمند، سیستم بمین متعلق به خانواده‌های قدرتمند، و غیره همه لغو شدند.
تعیین شد که تمام زمین‌ها و مردم در مالکیت امپراتور است و به آن سیستم کوچی کومین می‌گفتند. علاوه بر این، لایحه هاندن شوجو به عنوان یک سیستم زمینی تأسیس شد.
این قانونی است که مقرر می‌دارد دولت زمینی به نام کوبوندن را به افراد بالای شش سال اجاره می‌دهد و پس از مرگ آن‌ها به دولت برمی‌گرداند. مردم یا در این زمین محصول می‌کارند و به دربار امپراتوری مالیات به صورت  سو یو چو پرداخت می‌شد. به این نحو که مردم برای «سو» 「租」(سو: برنج)، «یو» 「庸」 (یو: کتان و غیره) و «چو» 「調」 (چو: ابریشم، نخ، غذاهای دریایی و غیره) مالیات می‌پرداختند یا ملزم به انجام کار به جای پرداخت مالیات نقدی می‌شدند.
با توجه به فرمان اصلاحات، پرسنل دربار امپراتوری نیز به‌طور قابل توجهی تغییر کردند. اول، شاهزاده ناکا نو اوئه «ولیعهد» (皇太子) یا نامزد برای امپراتوری بعدی شد و مسئول انجام سیاست در حین کمک به امپراتور بود.
فوجیوارا نو کاماتاری به عنوان «وزیر کشور»، آبه‌نوئوچی نو مارو، به عنوان «وزیر چپ» (سادایجین) و ساگا نو کورا یامادا نو ایشیکاوا نو مارو به عنوان «وزیر راست» (اودایجین) منصوب شدند. نایشین، وزیر چپ، و وزیر راست، همه مناصب بعد از اصلاحات تایکا بودند.
تصور می‌شود که این به دلیل پشیمانی خاندان سوگا از انحصار قدرت از طریق «وزیر» موروثی (بالاترین مقام در پادشاهی یاماتو) و پراکنده کردن مناصب باشد. به این ترتیب، ژاپن در حالی که به سیستم ریتسوریو دودمان تانگ توجه می‌کرد و الگو می‌گرفت، به‌طور پیوسته به سمت تبدیل شدن به یک دولت متمرکز با محوریت امپراتور حرکت می‌کرد.

## پیامد
در سال ۶۵۳، امپراتور کوتوکو و شاهزاده ناکا نو اوئه (امپراتور تنجی) با هم اختلاف پیدا کردند و شاهزاده ناکا نو اوئه از قصر نانیوا به آسوکا نقل مکان کرد، دست نشاندگانش نیز از این روش پیروی کردند و امپراتور کوتوکو کاملاً منزوی شد و سال بعد از درگذشت. گفته می‌شود که پس‌زمینه این اختلاف، جنگ قدرت بین امپراتور کوتوکو و شاهزاده ناکا نو اوئه، یا درگیری بر سر سیاست خارجی بود، اما هنوز علت اصلی نامشخص است. ولیعهد، شاهزاده ناکا نو اوئه، به سلطنت نرسید و مادرش، امپراتریس کوگیوکو، تاج و تخت را بار دیگر به دست گرفت و امپراتریس سایمی شد.
در دوران امپراتریس سایمی، آبه نو هیرافو به منطقه توهوکو اعزام شد تا امیشی‌ها را شکست دهد و کنترل دربار امپراتوری را گسترش دهد. در همین حال، بی‌ثباتی سیاسی ادامه یافت و در سال ۶۵۸ شاهزاده آریما پسر امپراتور کوتوکو به دلیل تلاش برای شورش اعدام شد.
در سال ۶۶۰، بکجه، یک ملت سنتی دوست، توسط نیروهای ترکیبی دودمان تانگ و امپراتوری شیلا مورد حمله قرار گرفت و نابود شد. در سال ۶۶۱، شاهزاده ناکا نو اوئه تصمیم گرفت به درخواست باقیمانده‌های باکجه، نیروهای امدادی بفرستد و همراه با امپراتریس سایمی به ولایت تسوکوشی (امروزه استان فوکوئوکا)، نزدیک شبه‌جزیره کره رفت، اما امپراتریس در آنجا درگذشت. در سال ۶۶۲، نیروهای اعزامی که به دنبال احیای باکجه بودند، در نبرد بک گانگ توسط نیروهای ترکیبی تانگ و شیلا، شکست سختی را متحمل شدند و باکجه هم به نام و هم در واقعیت نابود شد.
ژاپن نه تنها جای پای خود را در شبه‌جزیره کره از دست داد، بلکه در معرض خطر قدرت بزرگ تانگ نیز قرار گرفت (کوگوریو نیز در سال ۶۶۸ توسط شیلا ویران شد). شاهزاده ناکا نو اوئه قلعه‌های میزوکی را در مکان‌های مختلف مانند ولایت چیکوزن و تسوشیما ساخت، نگهبانان و سوگندنامه‌هایی را نصب کرد و پایتخت را به منظور تهاجم نیروهای قاره‌ای به قصر اومی اوتسو در شرق منتقل کرد، در حالی که بوکیوکو را نیز بازسازی کرد و سعی کرد با حاکمیت محلی هماهنگ شود. به این ترتیب دولت بر توسعه سیستم‌های داخلی متمرکز بر دفاع از وطن تمرکز کرد. شاهزاده ناکا نو اوئه در سال ۶۶۸ پس از ادامه سیستم شو برای چندین سال به عنوان (امپراتور تنجی) بر تخت سلطنت نشست. در سال ۶۷۰، یک سیستم ثبت خانواده در ژاپن باستان جدید (کوگو نو ننجاکو) ایجاد شد و در سال ۶۷۱، اولین قانون ریتسوریو، قانون اومی اجرا شد.
پس از درگذشت امپراتور تنجی در سال ۶۷۱، بین شاهزاده شاهزاده اوآما (بعدها امپراتور تنمو)، برادر ناتنی کوچکتر تنجی، و شاهزاده اوتومو، پسر بزرگ امپراتور تنجی، اختلاف نظر وجود داشت و شورش جینشین در سال ۶۷۲ آغاز شد. شاهزاده شاهزاده اوآما در نبرد برای جانشینی تاج و تخت سلطنتی پیروز شد، پایتخت را از اوتسونومیا به آسوکا نو کیومیهارا نومیا منتقل کرد و بر تخت نشست. امپراتور تنمو اصلاحات را بیشتر ترویج کرد و یک سیستم متمرکز قدرتمندتر ایجاد کرد.